# Jordbävningen i Indonesien 2010

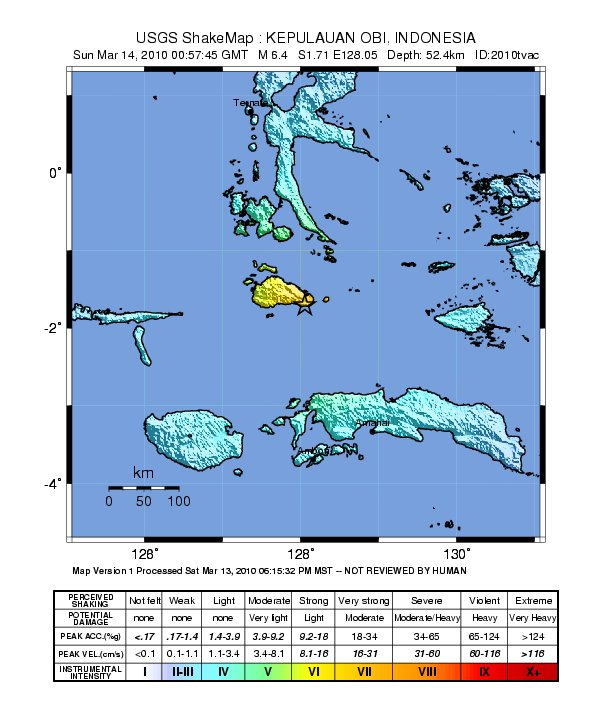
Jordbävningen i Indonesien den 14 mars 2010.

Jordbävningen i Indonesien 2010 var en jordbävning som drabbade östra Indonesien den 14 mars 2010.
Jordbävningens styrka var, enligt många olika källor, 6,4 på Richterskalan och den inträffade på 1,710°S, 128,051°E, i ögruppen Moluckerna, 285 km sydost om huvudön Ternate.
Vissa rapporter uppgav att jordbävningen var på en magnitud av 7,0.